# Fallen (альбом Evanescence)
Fallen — дебютный студийный альбом американской рок-группы Evanescence, выпущенный 4 марта 2003 года на лейблах Wind-up и Epic Records. После выпуска нескольких EP и демо-диска группа подписала контракт с Wind-up в январе 2001 года. Сочинение материала альбома началось примерно во время формирования группы; несколько песен, которые вошли в альбом, были и на более ранних релизах группы. Fallen был записан в период с августа по декабрь 2002 года в нескольких местах, включая Conway Recording Studios в Голливуде (Калифорния). За этим последовал двухнедельный период микширования в студии Conway Recording Studios (Северный Голливуд). Это единственный альбом Evanescence, в записи которого принимал участие гитарист Бен Муди, покинувший группу через некоторое время после его выпуска.
Fallen — самый коммерчески успешный альбом группы на сегодняшний день, разошедшийся тиражом более 8 миллионов копий в Соединённых Штатах и более 17 миллионов копий по всему миру, что делает его 5-м самым продаваемым альбомом XXI века. Он дебютировал на седьмом месте в Billboard 200 с тиражом 141 000 копий за первую неделю, достигнув в конечном результате третьего места в июне 2003 года. Альбом возглавил чарты более чем в десяти странах и был сертифицирован Американской ассоциацией звукозаписывающих компаний (RIAA) как семикратно «платиновый».
Fallen получил в целом положительные отзывы музыкальных критиков. С альбома было выпущено четыре сингла: «Bring Me to Life», «My Immortal», «Going Under» и «Everybody's Fool». «Bring Me to Life» и «My Immortal» вошли в чарты более чем в десяти странах, включая Австралию, Великобританию и Соединённые Штаты. Evanescence были номинированы на пять премий «Грэмми» в 2004 году: Альбом года, Лучший рок-альбом, Лучшая рок-песня, Лучшее хард-рок исполнение и Лучший новый исполнитель. Группа победила в последних двух категориях. На церемонии в следующем году альбом также номинирован на премию Лучшее вокальное поп-исполнение дуэтом или группой за песню «My Immortal». Для дальнейшего продвижения альбома Evanescence отправились в свой первый концертный тур в качестве хедлайнеров, the Fallen Tour, в 2004 году. Концертный альбом с одного из выступлений был выпущен в том же году под названием Anywhere but Home.

## Предыстория и запись
Группа Evanescence, которую сформировали Эми Ли и Бен Муди в 1995 году, выпустила три EP и один демо-диск. В январе 2001 года они подписали контракт с Wind-up Records, своим первым мейджор-лейблом. Сочинение песен для Fallen заняло восемь лет; в интервью MTV Бен Муди сказал, что он писал вместе с Ли «может быть, два или три раза за восемь лет».

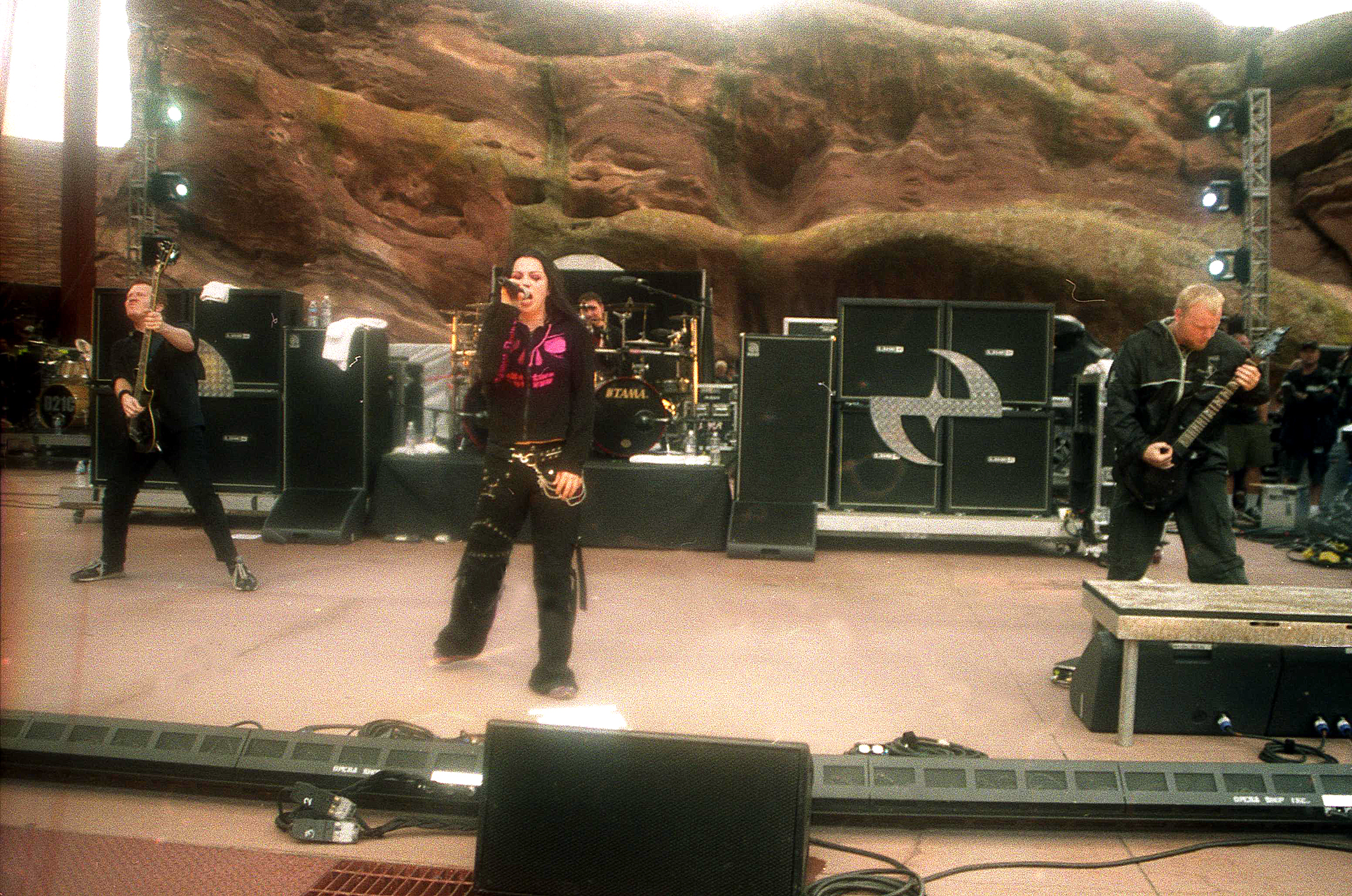
Выступление Evanescence в амфитеатре Red Rocks в Моррисоне (Колорадо) в 2003 году

Альбом был записан в Калифорнии на студиях Track Record, NRG Recording, Ocean и Conway Recording. Песни были записаны в виде демо-версий перед сессиями звукозаписи, а «My Immortal», «Imaginary» и «Whisper» появились ещё на более ранних записях Evanescence. Альбом был записан и сведен с конца августа по начало декабря 2002 года. Запись началась в студии Ocean в городе Бербанк, где была записана песня «Bring Me to Life». Позже эта запись была использована для саундтрека к фильму «Сорвиголова». Для этой песни, Джей Баумгарднер использовал микс в своей студии (NRG Recording Studios в Северном Голливуде) на SSL 9000 J. Барабанные партии были записаны в студии Ocean музыкантом Джошем Фризом.
Дейв Фортман сказал, что для остальных барабанов он использовал D112 внутри басового барабана, U47 снаружи и динамик Yamaha NS-10 в качестве внешнего монитора. Продюсер использовал микрофон 414 для записи райда и хай-хэта, записал барабаны на двухдюймовую ленту на пульт Studer и перевёл дорожки в Pro Tools. Гитары (Gibson Les Paul, Gibson SG) были записаны через усилители Mesa Boogie и Marshall и старый гитарный кабинет Mesa Boogie в студии Mad Dog в Бербанке. Вокал Ли, фортепиано и бэк-вокал хора Millennium были записаны в студии звукозаписи NRG. Оркестровые партии были аранжированы Дэвидом Ходжесом и Дэвидом Кэмпбеллом, за исключением «My Immortal», которая была аранжирована композитором Грэмом Ревеллом. Fallen был сведен в течение двух недель в студии Conway в Северном Голливуде и мастирован Тедом Дженсеном в Sterling Sound в Нью-Йорке.

## Информация о композициях
Я не хотел, чтобы это звучало слишком фальшиво. Я люблю электронику и люблю цифровые обработки, но прежде я хотел перевоплотить нашу команду как настоящую рок-группу. Мы действительно играли все эти партии: струнные мелодии настоящие, пение настоящее, пианино настоящее. […] Я думаю, что одна из самых положительных черт [альбома] заключается в том, что это похоже на просмотр фильма от начала до конца.
По словам Эми Ли, «Going Under» — это история предыдущих эмоционально и физически разрушительных отношений: «И когда вы на пределе своих возможностей, когда вы находитесь там, где вы понимаете, что что-то должно измениться, что вы не можете продолжать жить в той ситуации, в которой вы находитесь. Это круто. Это очень сильная песня». Песня «Going Under» была выпущена как второй сингл с Fallen. «Bring Me to Life» является ню-метал/рэп-рок-песней, написанной в обычное время и исполняемой в умеренном темпе (96 ударов в минуту). Написанная Ли, Беном Муди и Дэвидом Ходжесом, песня была сочинена, когда знакомый спросил Ли в ресторане, счастлива ли она в своих нынешних отношениях. Когда Ли поняла, что это не так, её раздумья были интерпретированы в текст песни «Bring Me to Life». Певица подтвердила, что песня была о давнем друге Джоше Хартцлере, за которого она вышла замуж в 2007 году.
Песня «Everybody's Fool», также написанная Ли, Муди и Ходжесом, рассказывает о лицемерных знаменитостях. В интервью VH1 Ли сказала: «Моя младшая сестра действительно увлекалась этим, я не хочу никого обидеть, но мне нравятся по-настоящему фальшивые, дрянные, распутные идолы женского пола, и это меня по-настоящему разозлило. Она начала одеваться, как они, и ей было около 8 лет. Поэтому я поговорила с ней и написала песню». Песня «My Immortal», фортепианная рок-баллада, написанная Муди с Ли, основана на рассказе, написанном Муди; в буклете альбома он посвящает песню своему дедушке, Биллу Холкомбу. Песня «Haunted» также основана на коротком рассказе Муди, который был опубликован на сайт-форуме поклонников Evanescence, EvBoard.com. «Tourniquet» изначально была написана для христианской метал-группы Soul Embraced, в состав которой входил будущий участник Evanescence Рокки Грей. «Imaginary», песня с одноимённого EP Evanescence 1998 года, изначально задумывалась как четвёртый сингл с Fallen. Текст песни «Taking Over Me» рассказывает о том, что Ли поглощена одержимостью ею другого человека. «Hello» вспоминает одну из сестёр Ли, которая умерла от болезни в 1987 году в возрасте трёх лет. Текст песни «My Last Breath» исследует эмоциональное выживание, а само название является метафорой. В песне «Whisper» вокальный ансамбль Millennium поёт на латыни под приглушенные гитары, но в буклете ансамбль указан по каждому отдельному вокалисту, а не по официальному названию ансамбля.

## Реакция
| Оценки критиков      | Оценки критиков |
| Источник             | Оценка          |
| -------------------- | --------------- |
| AllMusic             | [ 28 ]          |
| The Austin Chronicle | [ 1 ]           |
| Billboard            | [ 29 ]          |
| Blender              | [ 30 ]          |
| Entertainment Weekly | (B−)            |
| Rolling Stone        | [ 32 ]          |
| Spin                 | [ 33 ]          |
| The Village Voice    | (B−)            |

Fallen получил в целом положительные отзывы музыкальных критиков. Джонни Лофтус из AllMusic написал, что альбом «действительно включает в себя элементы ню-метала в синглах с рейтингом PG („Everybody’s Fool“, „Going Under“). Но именно большинство симфоник-готик-рок групп, таких как Type O Negative, влияет на Fallen». Entertainment Weekly оценил альбом на B-: «Жанр, который сейчас слишком стар, чтобы называться нью-металом, не переполнен потрясающе великими вокалистками, не говоря уже о женщинах. Эми Ли, вокалистка вместе с мрачными арканзасскими рокерами из Evanescence, является исключением». Кирк Миллер из Rolling Stone сказал, что «когда вокалистка Эми Ли напевает о лжи „in my field of paper flowers“ или „pouring crimson regret“, она придаёт Fallen жуткий духовный оттенок, который не хватает парням из нового метала».
Криста Титус из Billboard назвала альбом «высоко отполированным событием» . Мелисса Маерц из Spin дала ему четыре звезды из пяти: «Ню-метал приобретает оттенок театральности Эндрю Ллойда Уэббера, когда Ли совершенствует свои навыки игры на фортепиано, добавляет секцию струн и занимается значимыми проблемами — Бог („Tourniquet“), Любовь („Going Under“) и Смерть („Bring Me To Life“) — с величием, которого они заслуживают». Эдриен Бегранд из PopMatters высказал мнение, что в альбоме «есть небольшая горстка трансцендентных моментов, но полное отсутствие музыкального авантюризма заставляет группу бездельничать либо в отупляющих ню-метал риффах, претенциозных выкриках уровня школы, либо, что ещё хуже, и в том, и в другом». Бегранд похвалил «парящий, чарующий, ангельский» голос Ли, написав, что «Evanescence была бы ничем» без неё. Кристофер Грей из The Austin Chronicle описал альбом «слишком большим по количеству, чтобы полностью использовать очевидные таланты Ли». По словам критика Village Voice Роберта Кристгау, «Их вера, воплощённая в громкое сопральто Эми Ли придаёт их готик-металу ощутимую приятность». Он в шутку заключил: «Было бы забавно, если это не готик-метал». В 2017 году Rolling Stone внёс альбом Fallen в свой список под названием «100 величайших метал-альбомов всех времён», назвав его «маловероятной классикой» с «уровнем атмосферы фильма ужасов, которая была столь же пугающей, сколь и непринуждённой».

## Коммерческие показатели

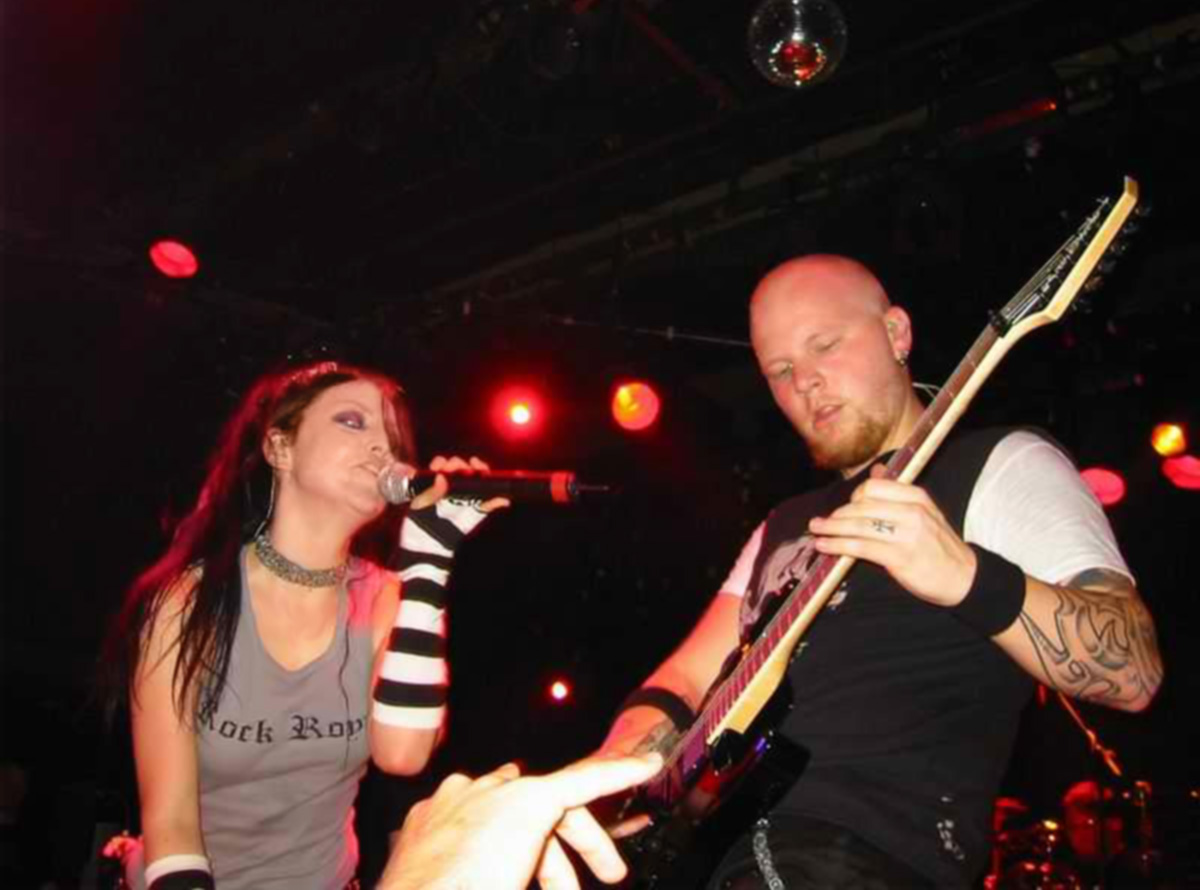
Выступление Эми Ли и Бена Муди из Evanescence в Барселоне, 2003 год

Fallen имел коммерческий успех, продав более 17 миллионов копий по всему миру с момента его выпуска в 2003 году. Альбом дебютировал на седьмом месте в Billboard 200, за первую неделю было продано более 141 000 копий, и на сегодняшний день в Соединённых Штатах было продано более 8 миллионов копий. Fallen стал восьмым продаваемым альбомом 2004 года и девятнадцатым продаваемым альбомом 2000-х годов. К октябрю 2011 года альбом провёл 106 недель в Billboard 200, из них 58 недель в первой двадцатке. Достигнув третьей позиции 14 июня 2003 года, он вновь вошёл в чарт под 192-го места 13 марта 2010 года. Fallen провёл 223 недели в чарте Top Pop Catalog Albums после того, как вышел из чарта Billboard 200. Американская ассоциация звукозаписывающих компаний (RIAA) сертифицировала альбом как «платиновый» в апреле 2003 года; к июню 2008 года он получил семикратно «платиновый» статус.
В UK Albums Chart, Fallen дебютировал на 18-й строчке с продажами 15 589 копий. Альбом занял первое место семь недель спустя, после того как сингл «Bring Me to Life» возглавил UK Singles Chart. В декабре 2003 года было продано 56 193 экземпляра, что стало высшим достижением за неделю продаж. Fallen провёл 33 недели в топ-20 и 60 недель в топ-75. Альбом вновь попал в британский чарт, достигнув 35-й позиции через неделю после выхода второго студийного альбома Evanescence The Open Door. Он был успешным и в других странах, так как он смог возглавить чарты более чем в десяти странах и войти в первую десятку более чем в двадцати странах мира. Согласно данным Nielsen SoundScan, после более чем трёх месяцев пребывания в первой десятке Canadian Albums Chart Fallen достиг первого места 13 августа 2003 года с продажами 8900 копий.

## Споры
Хотя Evanescence изначально рекламировалась в религиозных магазинах, позже они дали понять, что не являются христианской рок-группой. В апреле 2003 года председатель Wind-up Records Алан Мельцер отправил письмо христианскому радио и розничным торговцам, в котором объяснил, что, несмотря на «духовную основу, которая вызвала интерес и споры в христианском религиозном сообществе», Evanescence были «светской группой, и поэтому рассматривают свою музыку как увеселение». Мельцер также написал, что даже лейбл «твёрдо убежден, что [Evanescence] больше не принадлежит христианскому рынку». Вскоре после получения письма многие христианские радиостанции исключили из ротаций песни группы из своих плейлистов. Терри Хеммингс, генеральный директор дистрибьютора христианской музыки Provident, был озадачен поведением группы: «Они ясно понимали, что альбом будет продаваться по этим каналам [христианской музыки]». В 2006 году Ли сказала Billboard, что она была против того, чтобы Evanescence называли «христианской группой» с самого начала; Муди поддержал это, в то время как она этого не сделала. В 2011 году Ли сказала газете San Antonio Current: «Я христианинка, и я горжусь тем, что я христианинка, но [Evanescence] никогда не были „христианской группой“».

## Список композиций
Слова и музыка всех песен — Бен Муди, Эми Ли и Дэвид Ходжес, кроме отмеченных.
| №                   | Название                                                        | Автор(ы)                       | Длительность |
| ------------------- | --------------------------------------------------------------- | ------------------------------ | ------------ |
| 1.                  | «Going Under»                                                   |                                | 3:35         |
| 2.                  | «Bring Me to Life» (с участием Пола Маккоя)                     |                                | 3:56         |
| 3.                  | «Everybody's Fool»                                              |                                | 3:16         |
| 4.                  | «My Immortal»                                                   | Муди, Ли                       | 4:23         |
| 5.                  | «Haunted»                                                       |                                | 3:05         |
| 6.                  | «Tourniquet» (кавер песни «My Tourniquet» группы Soul Embraced) | Муди, Ли, Ходжес, Роки Грей    | 4:38         |
| 7.                  | «Imaginary»                                                     | Муди, Ли                       | 4:16         |
| 8.                  | «Taking Over Me»                                                | Муди, Ли, Ходжес, Джон Лекомпт | 3:49         |
| 9.                  | «Hello»                                                         | Муди, Ли                       | 3:40         |
| 10.                 | «My Last Breath»                                                |                                | 4:07         |
| 11.                 | «Whisper»                                                       | Муди, Ли                       | 5:27         |
| Общая длительность: | Общая длительность:                                             | Общая длительность:            | 44:12        |

| №                   | Название                     | Автор(ы)            | Длительность |
| ------------------- | ---------------------------- | ------------------- | ------------ |
| 12.                 | «Farther Away»               |                     | 3:58         |
| 13.                 | «My Immortal» (band version) | Муди, Ли            | 4:33         |
| Общая длительность: | Общая длительность:          | Общая длительность: | 51:43        |

| №  | Название                       | Длительность |
| -- | ------------------------------ | ------------ |
| 1. | «Bring Me to Life» (видеоклип) |              |

## Участники записи
Данные адаптированы из примечаний к буклету альбома.

### Evanescence
- Эми Ли — вокал, аранжировки вокала хорового ансамбля, клавишные
- Бен Муди — гитара, перкуссия, программирование
- Дэвид Ходжес — клавишные, дополнительное программирование (все треки); аранжировка струн (треки 1-3, 5-11)

### Дополнительные музыканты
- Франческо ДиКосмо — бас-гитара
- Джош Фриз — ударные
- Зак Бэрд — дополнительное программирование
- Крис Джонсон — дополнительное программирование
- Беверли Аллен — фоновое пение (треки 3, 5, 7, 11)
- Джери Аллен — фоновое пение (треки 3, 5, 7, 11)
- Эрик Кастро — фоновое пение (треки 3, 5, 7, 11)
- Мелани Джексон — фоновое пение (треки 3, 5, 7, 11)
- Карен Матранга — фоновое пение (треки 3, 5, 7, 11)
- Джоанна Параторе — фоновое пение (треки 3, 5, 7, 11)
- Лесли Патон — фоновое пение (треки 3, 5, 7, 11)
- Дуайт Стоун — фоновое пение (треки 3, 5, 7, 11)
- Рик Стаббс — фоновое пение (треки 3, 5, 7, 11)
- Тэлайа Тригерос — фоновое пение (треки 3, 5, 7, 11)
- Сьюзан Янгблад — фоновое пение (треки 3, 5, 7, 11)
- Пол Маккой — гостевой вокал (трек 2)
- Дэвид Кэмпбелл — аранжировка струн (треки 1-3, 5-11)
- Грэм Ревелл — аранжировка струн (трек 4)

### Оформление
- Эд Шерман — художественное оформление
- Фрэнк Веронски — фотография

### Технический персонал
- Дейв Фортман — продюсер (треки 1-3, 5-11); сведение (треки 1, 3-11)
- Джей Баумгарднер — сведение (трек 2)
- Бен Муди — продюсирование (трек 4); Pro Tools
- Джереми Паркер — инжиниринг
- Тед Дженсен — мастеринг
- Джейсон Капп — помощь в инжиниринге
- Дин Нельсон — помощь в инжиниринге
- Ай Фудзисаки — помощь в инжиниринге
- Серхио Чавес — помощь в инжиниринге
- Сэм Стори — помощь в инжиниринге
- Марк Карри — запись струнных, сведение струнных
- Джон Родд — запись струнных
- Билл Тэлботт — инжиниринг струн

## Позиции в хит-парадах
| Чарт (2003—2004)                              | Максимальная позиция |
| --------------------------------------------- | -------------------- |
| Аргентина (CAPIF)                             | 3                    |
| Австралия (ARIA)                              | 1                    |
| Австралия (ARIA)                              | 1                    |
| Австрия (Ö3 Austria)                          | 1                    |
| Бельгия/Фландрия (Ultratop)                   | 3                    |
| Бельгия/Валлония (Ultratop)                   | 4                    |
| Канада (Canadian Albums Chart)                | 1                    |
| Чехия (ČNS IFPI)                              | 7                    |
| Дания (Hitlisten)                             | 1                    |
| Нидерланды (Album Top 100)                    | 2                    |
| Европа European Albums (Music & Media)        | 1                    |
| Финляндия (Suomen virallinen lista)           | 1                    |
| Франция (SNEP)                                | 2                    |
| Германия (Offizielle Top 100)                 | 2                    |
| Греция (IFPI)                                 | 2                    |
| Венгрия (MAHASZ)                              | 18                   |
| Ирландия (IRMA)                               | 3                    |
| Италия (Classifica album)                     | 3                    |
| Япония (Oricon)                               | 7                    |
| Новая Зеландия (RMNZ)                         | 2                    |
| Норвегия (VG-lista)                           | 3                    |
| Польша (ZPAV)                                 | 3                    |
| Португалия (AFP)                              | 1                    |
| Шотландия (Scottish Albums Chart)             | 1                    |
| Испания (AFYVE)                               | 6                    |
| Швеция (Sverigetopplistan)                    | 3                    |
| Швейцария (Schweizer Hitparade)               | 2                    |
| Великобритания (UK Albums Chart)              | 1                    |
| Великобритания (UK Rock & Metal Albums Chart) | 1                    |
| США (Billboard 200)                           | 3                    |

| Чарт (2006)                        | Максимальная позиция |
| ---------------------------------- | -------------------- |
| США (Billboard Top Catalog Albums) | 1                    |

| Чарт (2009)                          | Максимальная позиция |
| ------------------------------------ | -------------------- |
| США (Billboard Top Hard Rock Albums) | 18                   |

| Чарт (2013)                  | Максимальная позиция |
| ---------------------------- | -------------------- |
| США (Billboard Vinyl Albums) | 4                    |

| Чарт (2020)                            | Максимальная позиция |
| -------------------------------------- | -------------------- |
| США (Billboard Top Alternative Albums) | 13                   |
| США (Billboard Top Rock Albums)        | 30                   |

| Чарт (2004)   | Максимальная позиция |
| ------------- | -------------------- |
| Россия (NFPF) | 3                    |

| Чарт (2000—2009) | Позиция |
| ---------------- | ------- |
| (ARIA)           | 15      |
| (UK Albums/OCC)  | 87      |
| (Billboard 200)  | 19      |

| Чарт (2003)                                       | Позиция |
| ------------------------------------------------- | ------- |
| (CAPIF)                                           | 13      |
| (ARIA)                                            | 15      |
| Heavy Rock & Metal Albums (ARIA)                  | 2       |
| (Ö3 Austria)                                      | 17      |
| (Фландрия)                                        | 38      |
| Alternative Albums (Фландрия)                     | 18      |
| (Валлония)                                        | 17      |
| (Hitlisten)                                       | 25      |
| (Album Top 100)                                   | 23      |
| European Albums (Billboard)                       | 3       |
| (Musiikkituottajat)                               | 2       |
| (SNEP)                                            | 10      |
| (Offizielle Top 100)                              | 9       |
| (MAHASZ)                                          | 84      |
| (FIMI)                                            | 13      |
| (Oricon)                                          | 54      |
| (RMNZ)                                            | 6       |
| (PROMUSICAE)                                      | 15      |
| (Sverigetopplistan)                               | 5       |
| Swedish Albums & Compilations (Sverigetopplistan) | 9       |
| (Schweizer Hitparade)                             | 3       |
| (UK Albums/OCC)                                   | 15      |
| (Billboard 200)                                   | 8       |
| Мировой чарт (IFPI)                               | 7       |

| Чарт (2004)                           | Позиция |
| ------------------------------------- | ------- |
| (CAPIF)                               | 11      |
| (ARIA)                                | 7       |
| (Ö3 Austria)                          | 15      |
| (Фландрия)                            | 12      |
| Belgian Alternative Albums (Фландрия) | 5       |
| (Валлония)                            | 16      |
| (Hitlisten)                           | 52      |
| (Album Top 100)                       | 10      |
| European Albums (Billboard)           | 5       |
| (Musiikkituottajat)                   | 16      |
| (SNEP)                                | 20      |
| (Offizielle Top 100)                  | 10      |
| (MAHASZ)                              | 87      |
| (FIMI)                                | 41      |
| (RMNZ)                                | 14      |
| (AFP)                                 | 5       |
| (Sverigetopplistan)                   | 39      |
| (Sverigetopplistan)                   | 50      |
| (Schweizer Hitparade)                 | 15      |
| (UK Albums/OCC)                       | 59      |
| (Billboard 200)                       | 6       |
| Мировой чарт (IFPI)                   | 43      |

| Чарт (2006)                    | Позиция |
| ------------------------------ | ------- |
| Бельгия (Фландрия)             | 32      |
| Бельгия (Валлония)             | 24      |
| Великобритания (UK Albums/OCC) | 191     |
| США Catalog Albums (Billboard) | 45      |

| Чарт (2007)                    | Позиция |
| ------------------------------ | ------- |
| США Catalog Albums (Billboard) | 22      |

| Чарт (2008)                    | Позиция |
| ------------------------------ | ------- |
| США Catalog Albums (Billboard) | 36      |

## Сертификации и продажи
| Регион | Сертификация       | Продажи    |
| --- | ------------------ | ---------- |
| Аргентина (CAPIF) | 3× Платиновый      | 120 000^   |
| Австралия (ARIA) | 6× Платиновый      | 420 000^   |
| Австрия (IFPI Austria) | Платиновый         | 30 000*    |
| Бельгия (BEA) | Платиновый         | 50 000*    |
| Бразилия (ABPD) | 2× Платиновый      | 250 000*   |
| Канада (Music Canada) | 7× Платиновый      | 700 000^   |
| Дания (IFPI Danmark) | 4× Платиновый      | 80 000     |
| Финляндия (Musiikkituottajat) | Платиновый         | 56,679     |
| Франция (SNEP) | 2× Платиновый      | 600 000*   |
| Германия (BVMI) | 7× Золотой         | 700 000    |
| Греция (IFPI Greece) | 2× Платиновый      | 40 000^    |
| Венгрия (Mahasz) | Платиновый         | 20 000^    |
| Италия (FIMI) · sales since 2009 | Платиновый         | 50 000     |
| Япония (RIAJ) | Платиновый         | 250 000^   |
| Мексика (AMPROFON) | Платиновый+Золотой | 225 000^   |
| Нидерланды (NVPI) | Платиновый         | 80 000^    |
| Новая Зеландия (RMNZ) | 5× Платиновый      | 75 000^    |
| Норвегия (IFPI Norway) | Платиновый         | 40 000*    |
| Польша (ZPAV) | Золотой            | 20 000*    |
| Португалия (AFP) | 2× Платиновый      | 80 000^    |
| Россия (NFPF) | Платиновый         | 20 000*    |
| Республика Корея | —                  | 35,918     |
| Испания (PROMUSICAE) | Платиновый         | 100 000^   |
| Швеция (GLF) | Платиновый         | 60 000^    |
| Швейцария (IFPI Switzerland) | 2× Платиновый      | 80 000^    |
| Великобритания (BPI) | 4× Платиновый      | 1,352,806  |
| США (RIAA) | Бриллиантовый      | 10 000 000 |
| Итого |                    |            |
| Европа (IFPI) | 3× Платиновый      | 3 000 000* |
| Мир | —                  | 17,000,000 |
| * Данные о продажах приведены только на основе сертификации. · ^ Данные о тиражах приведены только на основе сертификации. · Данные о продажах + прослушиваниях приведены только на основе сертификации. |                    |            |

## Хронология выпусков
| Страна                  | Дата             | Формат                                | Лейбл        | Каталог       |
| ----------------------- | ---------------- | ------------------------------------- | ------------ | ------------- |
| Соединённые Штаты       | 4 марта 2003     | CD ЦД                                 | Wind-up      | 60150-13063-2 |
| Канада                  | 1 апреля 2003    | CD ЦД                                 | Wind-up Epic | EK 91746      |
| Австрия                 | 28 апреля 2003   | CD ЦД                                 | Wind-up Epic | WIN 510879 2  |
| Германия                | 28 апреля 2003   | CD ЦД                                 | Wind-up Epic | WIN 510879 2  |
| Соединённое Королевство | 28 апреля 2003   | CD ЦД                                 | Wind-up Epic | WIN 687043 2  |
| Австралия               | 19 мая 2003      | CD ЦД                                 | Wind-up Epic | 510879200     |
| Франция                 | 20 мая 2003      | CD ЦД                                 | Wind-up Epic | WIN 510879 2  |
| Япония                  | 7 июля 2003      | CD ЦД                                 | Sony         | EICP-253      |
| Япония                  | 9 сентября 2003  | Лимитированное издание CD+DVD         | Sony         | EICP-242      |
| Австрия                 | 26 января 2004   | CD-переиздание                        | Wind-up Epic | WIN 510879 9  |
| Германия                | 26 января 2004   | CD-переиздание                        | Wind-up Epic | WIN 510879 9  |
| Франция                 | 4 февраля 2004   | CD-переиздание                        | Wind-up Epic | WIN 510879 9  |
| Соединённое Королевство | 23 февраля 2004  | CD-переиздание                        | Wind-up Epic | WIN 510879 9  |
| Австрия                 | 25 сентября 2009 | CD-переиздание                        | Wind-up EMI  | WIN 687043 2  |
| Германия                | 25 сентября 2009 | CD-переиздание                        | Wind-up EMI  | WIN 687043 2  |
| Соединённое Королевство | 28 сентября 2009 | CD-переиздание                        | Wind-up EMI  | WIN 687043 2  |
| Франция                 | 5 октября 2009   | CD-переиздание                        | Wind-up EMI  | WIN 687043 2  |
| Япония                  | 12 октября 2011  | Лимитированное CD-переиздание         | EMI          | TOCP-54276    |
| Соединённые Штаты       | 21 мая 2013      | ремастирован LP (чёрный и фиолетовый) | Wind-up      | 60150-13359-1 |

### Комментарии
1. ↑  На тот момент было продано 38 570 копий.
2. ↑  Несмотря на то, что во время той недели альбом занимал 28-е место в британском чарте.